# Prokurator Międzynarodowego Trybunału Karnego dla byłej Jugosławii
Prokurator Międzynarodowego Trybunału Karnego dla byłej Jugosławii, właśc. Biuro Prokuratora (ang. Office of the Prosecutor) – jeden z trzech organów Międzynarodowego Trybunału Karnego dla byłej Jugosławii, pełniący funkcje śledcze i oskarżycielskie.
Biuro Prokuratora jest odpowiedzialne za ściganie poważnych naruszeń humanitarnego prawa międzynarodowego dokonanych na terytorium byłej Jugosławii od 1 stycznia 1991. Działa jako niezależny organ Trybunału, zarówno w stosunkach między innymi organami, jak i zewnętrznych. Nie może szukać ani otrzymywać instrukcji z żadnych źródeł.
Biurem Prokuratora kieruje Główny Prokurator (ang. Chief Prosecutor), a jego zastępcą jest Wiceprokurator (ang. Deputy Prosecutor). Główny Prokurator jest mianowany przez Radę Bezpieczeństwa Organizacji Narodów Zjednoczonych na wniosek Sekretarza Generalnego ONZ. Wiceprokurator i pozostały personel jest mianowany przez Sekretarza Generalnego z rekomendacji Głównego Prokuratora.
Główny Prokurator musi odznaczać się silnym, moralnym charakterem i wysokim poziomem kompetencji oraz doświadczenia w prowadzeniu postępowań przygotowawczych i oskarżaniu. Kadencja Głównego Prokuratora wynosi cztery lata z możliwością powtórnego wyboru. Kadencja członków pozostałego personelu Urzędu Prokuratora trwa tyle co kadencja Podsekretarza Generalnego ONZ.
Siedzibą Biura Prokuratora jest w siedziba Trybunału w Hadze (Holandia).
Do grudnia 2007 Głównym Prokuratorem była Szwajcarka Carla Del Ponte, a Wiceprokuratorem obywatel USA David Tolbert. Od 1 stycznia 2008 Głównym Prokuratorem jest obywatel Belgii Serge Brammertz, a Wiceprokuratorem Kanadyjczyk Norman Farrell.